# Arhitektura Madagaskarja
Arhitektura Madagaskarja je edinstvena v Afriki in je zelo podobna gradbenim normam in metodam južnega Bornea, od koder naj bi se priselili najzgodnejši prebivalci Madagaskarja. Po vsem Madagaskarju, v regiji Kalimantan na Borneu in v Oceaniji je večina tradicionalnih hiš pravokotne in ne okrogle oblike ter ima strmo nagnjeno koničasto streho, ki jo podpira osrednji steber.
Razlike v prevladujočih tradicionalnih uporabljenih gradbenih materialih služijo kot osnova za večino raznolikosti v madagaskarski arhitekturi. Lokalno dostopni rastlinski materiali so bili prvi uporabljeni materiali in ostajajo najpogostejši med tradicionalnimi skupnostmi. V vmesnih območjih med Centralnim višavjem in vlažnimi obalnimi območji so se razvile hibridne različice, ki uporabljajo mešanico gline in peska s slamo. Lesena gradnja, ki je bila nekoč običajna po vsem otoku, je propadla, ko je naraščajoča človeška populacija uničila večje dele gozda s sekanjem in požigalništvom za govedo zebu. Skupnost Zafimaniry v gorskih gozdovih Centralnega višavja je edina malgaška etnična skupina, ki je ohranila prvotno leseno arhitekturno tradicijo otoka; njihova obrt je bila leta 2008 uvrščena na Unescov seznam nesnovne kulturne dediščine pod naslovom Woodcrafting knowledge of the Zafimaniry (Lesno obrtniško znanje Zafimanije).
Ker je sčasoma lesa postalo malo, so lesene hiše v nekaterih skupnostih postale privilegij plemiškega razreda, kar ponazarjajo domovi plemstva Merina v kraljevini Madagaskar iz 19. stoletja. Uporaba kamna kot gradbenega materiala je bila tradicionalno omejena na gradnjo grobnic, kar je pomembna značilnost kulturne krajine na Madagaskarju zaradi vidnega položaja, ki so ga zasedali predniki v malgaški kozmologiji. Otok je ustvaril več različnih tradicij v arhitekturi grobnic: med Mahafalyji na jugozahodni obali so lahko vrhovi grobnic zloženi z lobanjami žrtvovanih zebujev in okrašeni z aloalo, okrasno izrezljanimi nagrobnimi stebri, medtem ko so med Merinami aristokrati zgodovinsko gradili majhne lesene hišice na vrhu grobnice, ki simbolizira njihov status andriana (plemič) in zagotavlja zemeljski prostor za nastanitev duhov njihovih prednikov.
Na tradicionalne sloge arhitekture na Madagaskarju je v zadnjih dvesto letih vplival vse večji vpliv evropskih slogov. Premik k zidani gradnji v višavju se je začel med vladavino kraljice Ranavalone II. (1868–1883) na podlagi modelov, ki so jih uvedli misijonarji Londonske misijonarske družbe in stikov z drugimi tujci. Tuji vpliv se je še razširil po razpadu monarhije in francoski kolonizaciji otoka leta 1896. Modernizacija v zadnjih nekaj desetletjih je vse bolj vodila v opuščanje nekaterih tradicionalnih norm, povezanih z zunanjo orientacijo in notranjo razporeditvijo hiš ter uporabo nekaterih običajnih gradbenih materialov, zlasti v visokogorju. Med tistimi, ki imajo sredstva, so tuji gradbeni materiali in tehnike – namreč uvoženi beton, steklo in elementi iz kovanega železa – pridobili na priljubljenosti na škodo tradicionalnih praks.

## Izvori
Arhitektura Madagaskarja je edinstvena v Afriki in je zelo podobna arhitekturi južnega Bornea, od koder naj bi se izselili najzgodnejši prebivalci Madagaskarja. Tradicionalno gradnjo v tem delu Bornea, znanem tudi kot Južni Kalimantan, odlikujejo pravokotne hiše, dvignjene na pilote. Streha, ki jo podpira sredinski steber, je strmo nagnjena; dvokapni tramovi se križajo in tvorijo strešne rogove, ki so lahko dekorativno izrezljani. Centralno višavje Madagaskarja naseljujejo ljudstva Merina, ki so fiziološko in kulturno zelo podobna svojim prednikom na Kalimantanu; tukaj imajo tradicionalne lesene hiše aristokracije osrednji steber (andry), ki podpira strmo nagnjeno streho, okrašeno s strešnimi rogovi (tandro-trano). Na jugovzhodu Madagaskarja so bili pravi rogovi zebuja tradicionalno pritrjeni na zatrepni vrh. Povsod po Madagaskarju so hiše pravokotne z dvokapno streho, kot na Kalimantanu, osrednji stebri so razširjeni in v vseh, razen v peščici regij, so tradicionalni domovi zgrajeni na pilotih na način, ki se prenaša iz generacije v generacijo, ne glede na to, ali je značilnost prilagojeno lokalnim razmeram.
Nekateri kozmološki in simbolni elementi so pogosti tudi v indonezijski in madagaskarski arhitekturi. Osrednji hišni steber je svet tako na Kalimantanu kot na Madagaskarju in v obeh krajih je bil ob gradnji nove hiše ta steber pogosto tradicionalno namazan s krvjo. Značilnosti stavbe ali njene dimenzije (dolžina, velikost in zlasti višina) pogosto simbolično kažejo na status stanovalcev ali pomembnost njene namembnosti na obeh otokih. Podobno imata tako Madagaskar kot Borneo tradicijo delno nadzemne gradnje grobnic in prebivalci obeh otokov izvajajo klesanje okrasnih lesenih nagrobnih stebrov, imenovanih aloalo na zahodnem Madagaskarju in klirieng v narečju Kajang na Borneu.

## Gradnja na rastlinski osnovi
Bivališča iz rastlinskega materiala so pogosta v obalnih regijah, nekoč pa so jih pogosto uporabljali tudi v visokogorju. Vrste rastlin, ki so na voljo v določenem kraju, določajo gradbeni material in slog gradnje. Velika večina domov iz rastlinskega materiala so pravokotne, nizke (enonadstropne) hiše s šilasto streho in so pogosto zgrajene na nizkih kolih. Te arhitekturne značilnosti so skoraj enake tistim, ki jih najdemo v delih Indonezije. Materiali, ki se uporabljajo za gradnjo, vključujejo trstičevje (ob rekah), rogoz (na jugozahodu okoli Toliare), endemične sukulente (kot ograje na jugu), les (na jugu in med Zafimaniryjem ter prej pogost v višavju), bambus (zlasti v vzhodnih deževnih gozdovih), papirjevec (Cyperus papyrus) (prej v višavju okoli jezera Alaotra), trave (vseprisotne), palme (povsod prisotne, a razširjene na zahodu okoli Mahajange) in rafija (zlasti na severu in severovzhodu). Na večjem delu dolžine vzhodne obale Madagaskarja, ki meji na Indijski ocean, je arhitektura zelo enotna: skoraj vsi tradicionalni domovi v tej regiji so zgrajeni na nizkih kolih in pokriti s slamo, narejeno iz listov popotnikove palme (ravinala madagascariensis).
Hodulje, tla in stene so običajno narejeni iz debla te iste rastline, običajno potem, ko ga potolčejo, da naredijo široke deske (za tla in streho) ali ozke trakove (za stene). Ti trakovi so pritrjeni navpično na okvir; rastlina rafija se pogosto uporablja na enak način, namesto popotnikove palme, na severu. Ko se namesto ravinale uporablja bambus, se dolge tolčene trakove pogosto splete skupaj, da ustvarijo stene s karo podobnim vzorcem.
Ti tradicionalni domovi nimajo dimnika. Njihova tla so pokrita s tkano zastirko s kamni, nakopičenimi v enem kotu, kjer je mogoče zakuriti les za kuhanje hrane; dim, ki se nabira, čez čas počrni strop in notranje stene. Vrata teh domov so tradicionalno puščali odprta ali pa so jih lahko zaprli s tkanim zaslonom, zaprtim z usnjenim trakom; danes je na vhod pogosto obešena zavesa iz blaga. Različice te osnovne predloge je mogoče najti v vseh obalnih regijah z uporabo lokalno dostopnega gradiva. Največje tradicionalne obalne hiše najdemo na jugovzhodu med ljudstvi Antemoro, Tanala in Antefasy, kjer lahko domovi dosežejo 5,48 m dolžine, 2,75 m višine in 4,57 m širine. Drugod ob obali so hiše veliko manjše, v povprečju 3 m dolge, 2,43 m široke in 2,74 visoke.

## Lesena konstrukcija
Domneva se, da je bila lesena gradnja prej pogosta v mnogih delih Madagaskarja, vendar je skoraj izginila zaradi krčenja gozdov. To še posebej velja za visokogorje, kjer je bil les do nedavnega gradbeni material, rezerviran za aristokratski razred zaradi vse večje redkosti, pri čemer so nižji sloji prepuščali gradnji iz drugih lokalno dostopnih materialov, kot sta trsje in trava; palice in veje se občasno uporabljajo, kjer so na voljo, kar ustvarja občasne vasi lesa, običajno v bližini gozdnih rezervatov. Medtem ko je lesena arhitekturna tradicija med aristokracijo Merine izumrla, lahko rečemo, da imata vsaj dve etnični skupini nadaljevanje tradicije lesene arhitekture: Zafimaniry v osrednjem višavju in Antandroy na skrajnem jugu. Vsaka od teh treh tradicij je opisana spodaj.

### Merina aristokratska tradicija
Med Merinami v Centralnem višavju, ljudstvom Temanambondro (Antaisaka) v jugovzhodni regiji Manambondro in številnimi drugimi etničnimi skupinami je zaradi krčenja gozdov les postal dragocen gradbeni material, ki so ga uporabljali le aristokrati. Dejansko je zaradi njegove tradicionalne povezanosti s kraljevim razredom andriana kralj Andrianampoinimerina (1787–1810) izdal kraljevi edikt, ki prepoveduje gradnjo iz kamna, opeke ali zemlje v mejah Antananariva in kodificira tradicijo, po kateri so samo hiše plemičev so bile zgrajene iz lesa, kmečke pa iz lokalnih rastlinskih materialov. Ta tradicija je v preteklosti obstajala med številnimi etničnimi skupinami na Madagaskarju, zlasti vzdolž vzhodne obale, kjer ohranjanje deževnih gozdov še naprej omogoča lažji dostop do lesa za gradnjo.
Tradicionalne kmečke hiše po vsej Merini so imele debel osrednji steber (andry), ki je podpiral strešni nosilec, in manjši pokončni nosilec na vsakem vogalu, ki je segal v tla za stabilizacijo strukture. Za razliko od večine obalnih hiš višavske hiše nikoli niso bile postavljene na kolih, temveč so vedno sedele poravnane s tlemi. Južno od osrednjega stebra, v prostoru, namenjenem za spanje in kuhanje, so občasno namestili lesene ali bambusove deske za tla ali pa na tla z nabito zemljo, ki je segala proti severu mimo stebra, položili tkane preproge. Tradicionalno je bila postelja glave družine v jugovzhodnem kotu hiše. Severni prostor je izstopalo ognjišče, ki ga označujejo trije podolgovati kamni, navpično vtisnjeni v tla. Hiše in grobnice so bile poravnane na osi sever-jug z vhodom na zahodni strani. Severni del hiše je bil namenjen moškim in gostom, južni pa ženskam, otrokom in tistim nižjega ranga. Severovzhodni kot je bil sveti, rezerviran za molitev in daritve poklona prednikom.
Hiše plemičev so bile zgrajene v skladu s temi istimi kulturnimi normami, z več dodatki. Od zunaj jih je bilo prepoznati po stenah iz pokončnih lesenih desk in dolgih lesenih rogovih (tandrotrano), ki so nastali s križanjem strešnih tramov na obeh koncih strešnega vrha. Dolžina tandrotrana je kazala na položaj: daljša kot je bila dolžina, višji je bil status plemiške družine, ki je živela v njem. Notranjost stavbe je bila prav tako nekoliko spremenjena, pogosto je vsebovala tri osrednje stebre namesto enega in občasno leseno ploščad, dvignjeno visoko od tal. 
Potem ko so bili Andrianampoinimerinini edikti glede gradbenih materialov v prestolnici v poznih 1860-ih preklicani, je bila lesena gradnja v Merini skoraj opuščena, starejše lesene hiše pa so bile hitro nadomeščene z novimi zidanimi domovi, ki so jih navdihnila bivališča misijonarjev LMS v britanskem slogu. Rogove tandrotrana je postopoma nadomestil preprost okrasni zaključek, nameščen na obeh koncih strešnega vrha. Druge arhitekturne norme, kot so orientacija sever-jug, osrednji steber in notranja razporeditev domov, so bile opuščene, prisotnost zaključkov na konicah streh pa ne kaže več na določen družbeni razred. Klasični primeri višavske lesene arhitekture aristokratskega razreda so bili ohranjeni v stavbah kompleksa Rova v Antananarivu (uničenem v požaru leta 1995, a v obnovi) in obzidanem kompleksu v Ambohimangi, kjer so bile lesene palače kralja Andrianampoinimerina in kraljice Ranavalone I. Ambohimanga, ki je verjetno najbolj kulturno pomemben preostali primer lesene arhitekture višavske aristokracije, je bil leta 2001 razglašen za svetovno dediščino Unesca.

### Zafimaniry tradicije
Zafimanirji naseljujejo močno gozdnato, deževno in zmerno območje višavja vzhodno od Ambositre. Njihovi domovi so pravokotni in veliki (4,57 m dolgi, 3,65 m široki in 5,48 m visoki) s šilasto streho, previsnimi napušči ter lesenimi okni in vrati. Številni enaki standardi, kot jih najdemo v aristokratski arhitekturni tradiciji Merine, so prisotni v strukturah Zafimaniry, vključno z osrednjim lesenim stebrom, ki podpira strešni nosilec, izključno uporabo tehnike spajanja na pero in utor ter orientacijo elementov stavbe, kot so okna, vrata in notranja postavitev. Hiše Zafimaniry so pogosto bogato okrašene z izrezljanimi, simetričnimi, abstraktnimi vzorci, ki so bogati s kompleksno duhovno in mitološko simboliko. Arhitektura hiš, najdenih v tej regiji, velja za reprezentativno za arhitekturni slog, ki je prevladoval v celotnem višavju pred krčenjem gozdov, in kot take predstavljajo zadnje ostanke zgodovinske tradicije in pomemben element malgaške kulturne dediščine. Zaradi tega je bilo lesno obrtniško znanje Zafimanije leta 2008 dodano na Unescov seznam nesnovne kulturne dediščine človeštva pod naslovom Lesno obrtniško znanje Zafimanije.

### Antandrojske tradicije
Nasprotno pa Antandroy naseljuje bodičasto goščavo Madagaskarja, izjemno suho in vročo regijo na jugu Madagaskarja, kjer so se razvile in uspevale edinstvene oblike rastlin, odpornih na sušo. Njihovi domovi so tradicionalno kvadratni (ne pravokotni), postavljeni na nizkih kolih, pokriti s šilasto streho in zgrajeni iz navpično obešenih lesenih desk, pritrjenih na lesen okvir. Ti domovi tradicionalno niso imeli oken in so imeli tri lesena vrata: vhodna vrata so bila vhod za ženske, vrata na zadnji strani hiše so bila za otroke, tretja vrata pa so uporabljali moški. Ograje so pogosto zgrajene okoli hiš Antandroy z uporabo kaktusa opuncije (raketa) ali dolžine avtohtonih sukulentov iz okoliških bodičastih gozdov.

## Gradnja iz mešanice gline in peska s slamo
V osrednjem višavju so boji za oblast med kneževinama Merina in Vazimba ter kasneje med kneževinami Merina skozi stoletja navdihnili razvoj utrjenega mesta v Merini, osrednji regiji višavja Madagaskarja. Prvo med njimi, starodavno prestolnico Merina Alasora, je utrdil kralj Andriamanelo iz 16. stoletja, ki je mesto obdal z debelimi obzidjem (tamboho, narejeno iz mešanice gline, peska in suhih riževih stebel, nabranih z bližnjih polj) in globokimi jarki (hadivory) za zaščito bivališč v notranjosti. Vhod skozi mestno obzidje je bil zaščiten z ogromnim kamnitim diskom (vavahady) – 1,5 m v premeru ali več – v senci figovih dreves (aviavy), ki so simbolizirale kraljevino. Mestna vrata so odprli tako, da so vavahady vsako jutro z naporom odvalili stran od vhoda in ga zvečer spet postavili na svoje mesto, naloga, ki je zahtevala ekipo mož, da jo je izpolnila. Ta model utrjenega mesta je bil sprejet po vsej Merini in je dobro predstavljen v zgodovinski vasi Ambohimanga.

### Tuji vplivi
Protestantski misijonar James Cameron iz Londonske misijonarske družbe naj bi bil leta 1826 prvi na Madagaskarju, ki je pokazal, kako se lahko lokalni gradbeni material uporabi za izdelavo na soncu sušene opeke. Leta 1831 je Jean Laborde predstavil opečne strešnike, ki so kmalu začeli nadomeščati slamo iz riževih stebel v Antananarivu in okoliških območjih, ter razširil tehniko uporabe peči za pečenje opeke.
Tujci so bili odgovorni za številne arhitekturne inovacije, ki so mešale tradicijo višavske arhitekture z evropsko občutljivostjo. Leta 1819 je Louis Gros zasnoval Tranovolo za Radamo I. v kompleksu Rova in uvedel zaobljeno verando, podprto z zunanjimi stebri. Jean Laborde je zasnoval Kraljičino palačo v Rovi (zgrajeno 1839–1841) po tem istem modelu v še večjem obsegu s povečanjem stavbe in dodajanjem verande v tretjem nadstropju. Nove lesene stavbe, ki sta jih zgradila Gros in Laborde, so spremenile tandrotrano tradicionalnih aristokratskih domov Merina v okrasno izrezljane drogove, pritrjene na obeh koncih zatrepa.

### Lokalne inovacije
Leta 1867 so bile omejitve aristokracije pri uporabi kamna in opeke kot gradbenega materiala omilile, preden je leta 1869 vse omejitve pri gradnji odpravila kraljica Ranavalona II., ki je že leta 1860 naročila Jeanu Labordu, da obzida zunanjost njene lesene palače na Rova v kamnu. Stavba je svojo končno obliko dobila leta 1872, potem ko je James Cameron dodal kamnite stolpe v vsak kot palače. Kraljica se je spreobrnila v krščanstvo leta 1869 in istega leta je Londonska misijonarska družba naročila Jamesu Cameronu, da za svoje misijonarje zgradi zasebni dom. Navdih je črpal iz dela Grosa in Laborda, da bi razvil večnadstropno leseno hišo z verando in stebri. Ta model je eksplodiral v priljubljenosti po vsem Antananarivu in okoliških območjih kot arhitekturni slog za aristokracijo, ki je morala do te točke še naprej naseljevati preproste domove, podobne leseni palači Andrianampoinimerina v Ambohimangi. Te na novo priljubljene opečne hiše so pogosto vsebovale skrajšan tandrotrano in dovršeno izrezljane verande. Ti domovi so lahko naravno v barvi od temno rdeče do skoraj bele, odvisno od značilnosti zemlje, uporabljene pri njihovi gradnji.
Sčasoma, zlasti s kolonizacijo Madagaskarja s strani Francozov, so se te zemeljske hiše (znane kot trano gasy – 'malgaška hiša') nenehno razvijale. Najenostavnejša oblika zemeljske hiše je ena ali več nadstropij visoka, pravokotna in ima slamnato streho z rahlo previsnimi napušči, ki usmerjajo dež stran od temeljev in s tem preprečujejo njihovo erozijo. Premožnejše družine nadomestijo slamo z glinenimi strešniki in zgradijo verando na zahodni strani stavbe, ki jo podpirajo štirje vitki enako oddaljeni stebri; ta zasnova je še učinkovitejša pri zaščiti temeljev stavbe pred erozivnimi učinki padavin. Nadaljnja širitev pogosto vključuje zagradnjo zahodne verande v les in gradnjo odprte verande na vzhodni strani stavbe in tako naprej, kar vodi do zavitih verand, povezave dveh ločenih stavb s pokritim prehodom, vgradnjo francoskih rešetk iz kovanega železa ali steklenih plošč v verande, nanašanje barvanega ometa na površino opeke in druge inovacije. V primestnih in podeželskih območjih je pritličje trano gasyja pogosto rezervirano kot ograda za živino, medtem ko družina naseljuje zgornja nadstropja. Vhod je običajno obrnjen proti zahodu; kuhinja je pogosto na jugu, medtem ko družina spi v severnem delu stavbe. Ta konfiguracija je skladna s tisto, ki jo vidimo v tradicionalnih hišah Zafimaniry in odraža tradicionalno kozmologijo.

## Konstrukcije iz mešanice gline in peska s slamo in drugih materialov
Na vzhodni strani Madagaskarja praktično ni prehoda med zemeljskimi hišami v višavju in bivališči iz rastlinskih materialov, običajnih za obalne regije. Na obsežnih in redko poseljenih prostranstvih med višavjem in zahodnimi obalnimi območji pa prebivalci uporabljajo lokalno razpoložljive materiale za gradnjo bivališč, ki nosijo značilnosti obeh regij. Najpogosteje so hiše majhne – ena soba in samo eno nadstropje – zgrajene iz skeleta vodoravno razporejenih palic, pritrjenih na leseni okvir hiše, kot je prikazano v prejšnjem razdelku o leseni konstrukciji. Toda v nasprotju z obmorskimi domovi, kjer bi to okostje iz palice služilo kot podlaga za pritrditev rastlinskega materiala za oblikovanje sten, se lahko zemeljski material namesto tega vgradi v ogrodje. Streha je slamnata za dokončanje stanovanja. Te vmesne hiše se pogosto odlikujejo tudi po skrajšanih lesenih stebrih v višavskem slogu na zahodni steni, ki podpirajo podolgovat napušč koničaste strehe, podobno kot podpirajo verande večjih domov v Merini. Tla so običajno polna umazanije in so lahko prekrita s tkanimi preprogami iz trav ali rafije.

## Gradnja grobnice
V skladu s tradicionalnimi prepričanji mnogih malgaških etničnih skupin posameznik po smrti pridobi status 'prednika'. Pogosto se verjame, da predniki še naprej bdijo in oblikujejo dogajanje na Zemlji ter lahko posredujejo v imenu (ali posegajo) v korist živih. Posledično je treba prednike spoštovati: običajne so molitve in žrtve za njihovo čast ali pomiritev, prav tako pa tudi upoštevanje lokalnih fady (tabu), ki so jih predniki morda vzpostavili v življenju. Geste spoštovanja, kot je metanje prvega pokrovčka nove steklenice ruma v severovzhodni kot sobe, da bi jo delili s predniki, se izvajajo po celem otoku. Najbolj viden simbol spoštovanja prednikov je gradnja dovršenih družinskih grobnic, ki so posejane po podeželju v večjem delu Madagaskarja.

### Najzgodnejše pogrebne prakse ===
Tradicionalno večina malgaških etničnih skupin ni gradila trdnih grobnic za svoje mrtve. Namesto tega so trupla umrlih pustili na določenem naravnem območju, da so razpadla. Pri ljudstvu Bara z južnih sušnih ravnin so lahko na primer grobnice vgrajene v naravne značilnosti, kot so skalni izdanki ali pobočja, tako da se trupla postavijo noter in delno ali v celoti zaprejo prostor z naloženimi kamni ali lobanjami zebujev. Druga možnost je, da pri Tanalih (malgaška etnična skupina) pokojnika položijo v krste iz izdolbenih hlodov in pustijo v votlinah ali svetem gozdu, včasih prekrite z lesenimi deskami, ki jih držijo majhni kupi kamnov. Pravijo, da so Vazimbe, najzgodnejši prebivalci Madagaskarja, potopili svoje mrtve v vode določenega barja, reke, jezera ali estuarija, ki je zato veljalo za sveto v ta namen. Praksa je obstajala tudi med prvimi Merinami, ki so svoje mrtve poglavarje v kanujih potopili v višavska barja ali druge določene vode. Kjer so bile zgrajene grobnice, manjše razlike v obliki in postavitvi od ene etnične skupine do druge zasenčijo skupne značilnosti: zgradba je delno ali v celoti podzemna, običajno pravokotne oblike in izdelana iz kamna, ki je bodisi ohlapno zložen bodisi cementiran z zidaki. Med Merino in Betsileo so bili nekateri zgodnji kamniti grobovi in grobišča označeni s pokončnimi, neoznačenimi stoječimi kamni.

### Islamski izvor gradnje grobnic
Najzgodnejše znane pravokotne kamnite grobnice na Madagaskarju so najverjetneje zgradili arabski naseljenci okoli 14. stoletja na severozahodnem delu otoka. Podobni modeli so se kasneje pojavili med zahodnimi (tj. Sakalava, Mahafaly) in visokogorskimi (tj. Merina, Betsileo) ljudstvi, ki so najprej uporabljala neobdelane kamne in zloženo ali zbito zemljo, preden so prešla na zidarstvo. V visokogorju je pred prehodom na zidarstvo sledila gradnja grobnic iz masivnih kamnitih plošč, ki so jih člani skupnosti skupaj vlekli na mesto grobnice. Kralj Merina iz poznega 18. stoletja Andrianampoinimerina naj bi spodbujal gradnjo takšnih grobnic, ko je rekel: »Hiša je za vse življenje, grobnica pa za večnost«.

### Visokogorske tradicije
V visokogorju Merina so bili nadzemni vhodi starodavnih grobnic prvotno označeni s stoječimi kamni, zidovi pa so bili oblikovani iz ohlapno zloženih ploščatih kamnov. Primere teh starodavnih grobnic je mogoče najti na nekaterih od dvanajstih svetih gričev Merine. Kjer trupla ni bilo mogoče pridobiti za pokop (kot v času vojne), so včasih tradicionalno postavili visok, neoznačen stoječi kamen (vatolahy ali 'moški kamen') v spomin na pokojnika. 
Andrianampoinimerina je promoviral zahtevnejšo in dražjo gradnjo grobnic kot vreden strošek za spoštovanje prednikov. Izjavil je tudi, da bodo najvišje podkaste Merina andriana (plemiške) uživale privilegij gradnje majhne hiše na vrhu grobnice, da bi se razlikovale od grobnic nižjih kast. Dve najvišji podkasti andriana, Zanakandriana in Zazamarolahy, sta zgradili nagrobne hiše, imenovane trano masina ('sveta hiša'), medtem ko so se nagrobne hiše Andriamasinavalona imenovale trano manara ('hladna hiša'). Te hiše so bile enake standardnim lesenim plemiškim hišam, le da niso imele oken in ognjišča. Medtem ko so bili ostanki, zaviti v lamba (oblačilo)lambo, položeni na kamnite plošče v spodnji grobnici, so bile pokojnikove dragocene stvari, kot so zlati in srebrni kovanci, elegantne svilene lambe, okrasni predmeti in drugo, postavljene v trano masino ali trano manaro, ki je bila pogosto okrašena podobno kot običajna soba z udobnim pohištvom in osvežilnimi pijačami, kot sta rum in voda, v katerih lahko uživa duh pokojnika. Trano masina kralja Radame I., ki je zgorela skupaj z drugimi stavbami v požaru leta 1995 v kompleksu palače Rova v Antananarivu, naj bi bila najbogatejša znana.
Danes so grobnice lahko zgrajene s tradicionalnimi metodami in materiali ali vključujejo sodobne inovacije, kot je beton. V notranjosti so ob stenah postavljene plošče iz kamna ali betona. Trupla prednikov posamezne družine so zavita v svilene prte in na teh ploščah položena za ležanje. Med Merino, Betsileo in Tsihanako se posmrtni ostanki občasno odstranijo za famadihano, praznovanje v čast prednikov, kjer se posmrtni ostanki med ekstravagantnimi skupnimi praznovanji ponovno zavijejo v sveže koprene, preden se ponovno položijo v grob. Znatni stroški, povezani z gradnjo grobnic, pogrebi in ponovnimi pokopi, so v čast prednikom, čeprav preprečujejo nastanek neenake porazdelitve bogastva v tradicionalnih skupnostih.

### Južne in zahodne tradicije
Grobnice, najdene na jugozahodu Madagaskarja, so med najbolj osupljivimi in prepoznavnimi. Tako kot tiste v visokogorju so na splošno pravokotne in delno podzemne; sodobne grobnice lahko vsebujejo beton poleg (ali namesto) tradicionalnega kamna. Od grobnic v visokogorju se razlikujejo po dovršenem okrasju: na zunanjosti grobnice so lahko naslikane podobe, ki spominjajo na dogodke iz življenja prednikov. Streha grobnice je lahko zložena z rogovi zebujev, žrtvovanih v čast prednikov na njihovem pogrebu, in številni aloalo – leseni nagrobni stebri, izrezljani s simboličnimi vzorci ali podobami, ki predstavljajo dogodke v življenju pokojnika – so lahko nameščeni na vrhu. Grobnice ljudstva Mahafaly so še posebej znane po tej vrsti gradnje. Med Sakalavami na zahodni obali je aloalo morda okrašen z erotičnimi rezbarijami, ki spominjajo na cikel rojstva, življenja in smrti.

## Sodobna arhitektura
Tuji arhitekturni vplivi, ki so nastali zaradi povečanih evropskih stikov v 19. stoletju, so se dramatično okrepili s prihodom francoske kolonizacije leta 1896. V zadnjih nekaj desetletjih je vse večja razpoložljivost sorazmerno poceni sodobnih gradbenih materialov, uvoženih iz Kitajske in drugod, dodatno okrepila naraščajoči trend v mestnih območjih, ki se oddaljujejo od tradicionalnih arhitekturnih slogov v korist bolj trpežnih, a splošnih struktur, ki uporabljajo industrijsko proizvedene materiale, kot sta beton in pločevina. Določene sodobne inovacije so morda bolj cenjene kot druge. V regiji Manambondro je bila na primer strešna kritina iz valovite pločevine običajno najcenejši in najprestižnejši ter najpogostejši dodatek k tradicionalni hiši. Zamenjava lokalno pridobljenih lesenih okvirjev s tovarniško brušenim lesom je bila naslednja najpogostejša sprememba hiše, ki ji je sledila postavitev betonskih temeljev. V celoti zgrajene hiše iz betona s steklenimi okni in uvoženimi okrasnimi balkonskimi ograjami ter okenskimi rešetkami so pomenile veliko bogastvo in najvišji družbeni status. Čeprav so nizke ravni dohodka služile ohranjanju tradicionalne gradnje med večino prebivalstva Madagaskarja, se zaradi prestiža, povezanega s sodobnimi arhitekturnimi inovacijami, tradicionalna gradnja pogosto opusti, ko se dohodek poveča.
Omejeno število nedavno zgrajenih domov v Antananarivu poskuša združiti madagaskarske arhitekturne tradicije z udobjem sodobne gradnje hiš. Ti hibridi navzven spominjajo na tradicionalne opečne hiše v visokogorju, vendar uporabljajo sodobne materiale in gradbene tehnike za učinkovito vključitev električne energije, vodovodne napeljave, klimatske naprave in trenutnih kuhinjskih elementov v popolnoma sodobno notranjost. Ta inovacija je ponazorjena v nedavni stanovanjski gradnji na Tana Water Front v okrožju Ambodivona v središču mesta Antananarivo.